# Лебедева, Виктория Юрьевна
Виктория Юрьевна Лебедева  (род. 1 февраля 1973, поселок Купавна, Московская область, СССР) — писатель, литературный редактор, заведующая отделом прозы литературно-художественного журнала «Октябрь».

## Биография
Окончила радиотехнический факультет Московского института радиотехники, электроники и автоматики и Литературный институт им. А. М. Горького (мастерская В. Д. Цыбина).
Публикуется в журналах «Октябрь», «Дружба народов», «Новый мир». Секретарь Союза писателей Москвы по работе с молодыми авторами. Куратор Ежегодного совещания молодых писателей (совместно с поэтом Элиной Суховой). Секретарь приемной комиссии Союза писателей Москвы. Член русского ПЕН-центра.
Член экспертного совета Литературной премии "Лицей" имени Александра Пушкина для молодых писателей и поэтов.
В 2012 году сборник «В ролях» получил приз премии издательства «Астрель-СПб» «Рукопись года» в номинации «Сюжет».
В 2003 году Лебедева стала лауреатом премии Союза писателей Москвы «Венец» в номинации «Дебют».
В 2014 году сборник «В ролях» вошёл в лонг-лист ежегодной общероссийской премии «Ясная Поляна».
В 2016 году журнальный вариант романа «Без труб и барабанов» вошел в лонг-лист национальной премии «Большая книга».
В 2018 году повесть для детей «Слушай птиц» стала победителем Международного конкурса им. С.В. Михалкова (III премия).
Замужем за писателем Александром Турхановым.